# 洛朗·安德烈·巴里西
洛朗-安德烈-艾蒂安-馬里·巴里西（1769年11月8日—1802年7月23日），其姓氏或作巴里機（Barizy），是一位探險家，效命於越南嘉隆帝。 
洛朗·巴里西出生在法蘭西島（今模里西斯）的路易港。他的先人來自法國布列塔尼的格魯瓦。官方文獻沒有提及他的國籍。:105一些學者認為他的一個英國人。:110
巴里西是奧利維耶·德·皮曼紐爾的朋友。他於1792年加入阮福映麾下，大部份時間前往馬六甲、馬尼拉、巴達維亞（今雅加達）購買軍事物資。:385在阮主麾下，他的職位是「掌奇」。他是軍艦l'Armide的指揮官，:110獲封爵位善知侯（Thiện Tri Hầu）。1801年，參與了沱㶞（峴港）和富春（順化）的戰鬥。他於1802年7月23日逝世，沒能見證不久後阮福映攻佔昇龍（今河內）並統一越南這個歷史事件。
巴里西與一個越南女人結婚。他的一個女兒是讓-巴蒂斯特·沙依諾的第二任妻子。:62